# Clementine (TV-serie)
Clémentine är en brittisk TV-serie om en ung fransk tjej och hennes vardagsliv. De är inspelad av BBC på franska i utbildningssyfte. Avsnitten handlar till exempel om hennes skolgång, hennes lillebror eller discon. Serien har i Sverige visats genom UR. Eftersom den är producerad i utbildningssyfte förtydligas ofta för Frankrike karakteristiska saker i serien, såsom boule-spel eller croissant och chocolat till frukost.
Denna TV-serie bör inte förväxlas med den animerade franska TV-serien Clémentine.

## Avsnitt
1. Croissant et chocolat
2. C'est pas juste
3. La tentation de Clémentine
4. Une famille musicale
5. C'est l'amour
6. Un rendez-vous
7. Au secours
8. Au voleur
9. S.O.S. La Terre